# Scrabble
L'Scrabble és un joc de tauler lingüístic. L'objectiu és acumular la màxima puntuació possible formant paraules en una graella de 15×15 caselles, algunes d'elles bonificades, fent servir fitxes individuals que s'agafen aleatòriament d'un saquet o bossa.
El joc es ven a més de 120 estats i n'hi ha versions en més de 30 llengües diferents, entre elles el català. El seu èxit l'ha fer mereixedor de figurar al National Toy Hall of Fame. També té un dia mundial dedicat a ell, el 13 d'abril, dia del naixement del seu creador, Alfred Mosher Butts.
L'Scrabble és un joc molt flexible que permet moltes variants de joc, cada una d'elles amb les seves particularitats i mecànica de joc.
En la modalitat de joc original, entre 2 i 4 jugadors s'enfronten per aconseguir la màxima puntuació. Cada jugador disposa d'unes fitxes amb lletres que ha de combinar per formar una paraula vàlida en el seu idioma. Les paraules s'han de col·locar en un tauler, tot lligant-les amb les paraules lligades prèviament, formant una estructura travada similar als mots encreuats. Cada fitxa té un valor determinat i algunes parts del tauler multipliquen aquest valor, o el valor total de la paraula formada. Guanya la persona que, en haver-se acabat les fitxes, suma més puntuació. Per validar una paraula jugada s'acostuma a fer servir un diccionari estàndard. En campionats, abans de començar i per a evitar disputes, es defineix el llistat de paraules que es consideraran vàlides.
La paraula Scrabble és una marca registrada per Hasbro, Inc. als Estats Units d'Amèrica i al Canadà i per Mattel a la resta del món. L'Scrabble va ser marca registrada de Murfett Regency a Austràlia, fins al 1993 quan va ser comprada per J. W. Spear & Sons (ara una filial de Mattel). En alguns països el joc també es coneix amb els noms de: Literati, Alfapet, Funworder, Skip-A-Cross, Scramble, Spelofun, Palabras Cruzadas i Word for Word.

## Història
El 1938, l'arquitecte de Nova York Alfred Mosher Butts va crear el joc com una variant d'un joc de paraules inventat prèviament per ell, el Lexiko. Els dos jocs tenien el mateix nombre de fitxes i la mateixa distribució de punts. Valors que en Butts va calcular meticulosament a partir d'una anàlisi de freqüència de les lletres que apareixien a la portada del New York Times. El nou joc, que va anomenar "Criss-Crosswords", ja tenia el tauler de 15x15 i semblava uns mots encreuats. En Butts va fabricar uns quants jocs, però no va tenir èxit en intentar vendre la idea al principals fabricants de l'època.
El 1948, James Brunot, resident a Newtown, Connecticut, EUA —i un dels pocs propietaris d'un dels jocs originals 'Criss-Crosswords'— va comprar els drets per fabricar el joc a canvi de la concessió d'una regalia a Butts sobre cada unitat venuda. Tot i que la majoria del joc (inclosa la distribució de les fitxes) va romandre sense canvis, Brunot va reorganitzar lleugerament les caselles multiplicadores, també va canviar el nom del joc a "Scrabble", una paraula real que significa, més o menys, 'gratar frenèticament'. El 1949, Brunot i la seva família van establir-se en una antiga escola reconvertida a Newtown. Aquell any fabricaren 2.400 unitats de l'Scrabble; van perdre-hi diners, però el joc anava guanyant popularitat.
La popularitat de l'Scrabble va arribar el 1952, quan en Jack Strauss, president de Macy's, va jugar-hi durant unes vacances. En tornar de vacances, es va sorprendre en veure que a la seva botiga no tenien el joc i en va fer una gran comanda, ja que, segons ell, en un any "tot el món havia de tenir-ne un". El 1952, incapaç de satisfer la demanda per si mateix, en James Brunot va vendre's els drets de fabricació a Selchow and Righter (un dels fabricants que, com Parker Brothers i Milton Bradley Company, havia rebutjat el joc quan en Butts els va oferir).
Selchow & Righter va fabricar i comprar la marca del joc per als EUA i el Canadà el 1972. El 1986, Selchow & Righter va vendre el joc Coleco, que va fer fallida poc després. Els actius de l'empresa, inclosos els de l'Scrabble i el Parchesi van ser comprats per Hasbro.
El fabricant J. W. Spear & Sons començà a vendre el joc a Austràlia i el Regne Unit  el 19 de gener de 1955, i el 1968 en va comprar els drets de la marca a Brunot per a tot el món (llevat dels EUA, Canadà i Austràlia). Posteriorment, també va comprar els drets a Austràlia. Des del 1994, J. W. Spear & Sons és una filial de Mattel, Inc.

### Scrabble en català

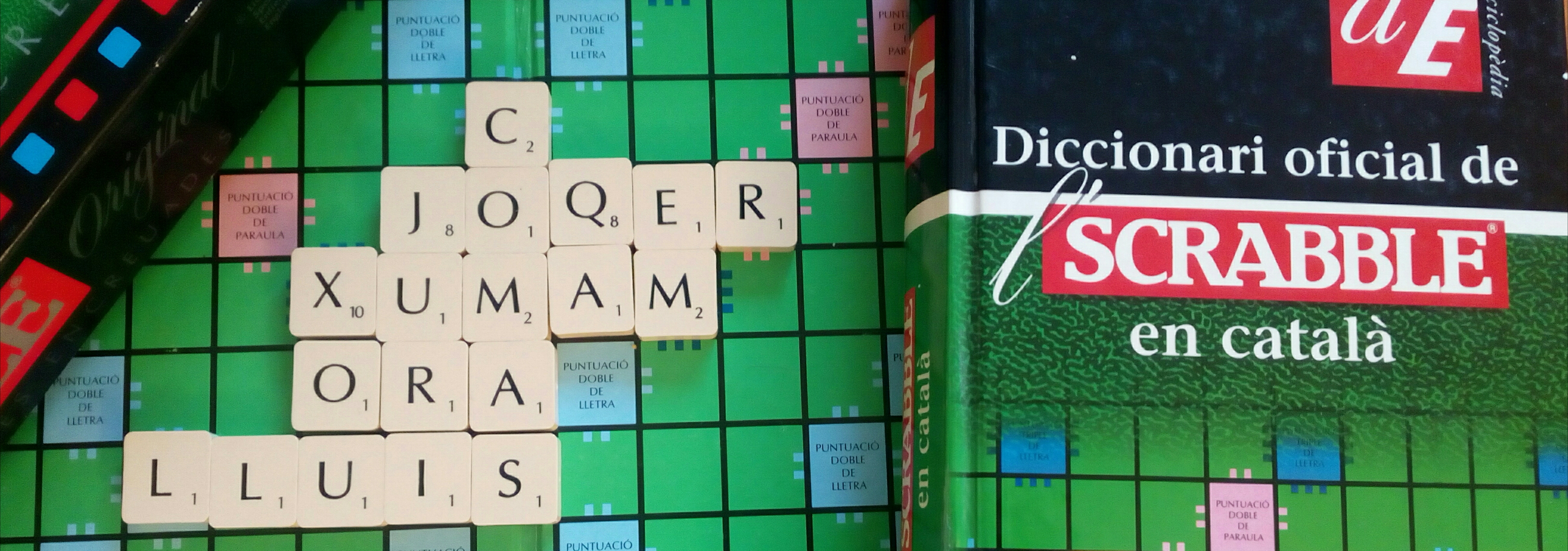
Partida d'escrable en català.

En Tísner, pare dels mots encreuats en català, va “crear” el primer joc de Scrabble en català, adaptant manualment un tauler anglès, a principis de la dècada de 1970. Es reunien a casa seva escriptors de l'època per jugar-hi (Jaume Fuster, Montserrat Roig…).
Des de l'any 1990 existeix la versió catalana de l'Scrabble. L'adaptació al català va ser possible gràcies a l'Oriol Comas i Coma, expert en jocs; en Lluís de Yzaguirre i Maura, catedràtic en lingüística de la UPF; el fabricant de jocs Borràs i el Departament d'Ensenyament de la Generalitat de Catalunya, que va aportar-ne el finançament.
Inicialment, la versió catalana fou fabricada per l'editor mataroní Borràs, amb llicència del propietari de la marca en aquell moment, J. W. Spear & Sons. Posteriorment, l'any 1994, Mattel va adquirir J. W. Spear & Sons, i aconseguí la propietat de la marca Scrabble a tot el món llevat els EUA i el Canadà.
El Diccionari Oficial de l'Scrabble en Català (DOSC) fou el diccionari arbitral, en format paper, que feien servir els jugadors de Scrabble en català, tant en els tornejos oficials com en els clubs per a determinar la validesa dels mots jugats. El DOSC es publicà l'any 2000 i el lèxic està basat en la versió impresa de l'any 1998 del Gran Diccionari de la llengua catalana (GDLC) i, essencialment, conté les mateixes entrades. Només se n'han suprimit aquells mots que no es poden jugar a l'Scrabble (mots amb guions, majúscules, caràcters no catalans o de més de 15 fitxes). També s'hi han afegit algunes entrades, d'àmbit dialectal, de mots que no es troben al GDLC però que, per motius escrablístics i didàctics, es van considerar adients d'afegir al DOSC. Se n'han publicat diverses fe d'errates acumulatives que permeten validar les paraules jugades. A data d'agost de 2011, s'han publicat 10 fe d'errates. A partir 2010, l'ús del DOSC anà reduint-se en el circuit de tornejos de Scrabble en català i fou substituït per solucions informàtiques basades o bé en el DIEC o bé en una combinació del GDLC i DIEC. Actualment, aquests diccionaris arbitrals informatitzats responen immediatament si la forma proposada és vàlida o no, sense donar més informació, ja que la consulta al diccionari podria donar pistes que desvirtuïn el joc.
L'any 2005 es va organitzar a Viladevalls el primer Campionat Mundial de Scrabble en Català, que comptà amb 50 participants. Aquest campionat, en modalitat clàssica 1 contra 1, es repetí els anys 2007, 2009, 2011, 2013, 2014, 2016 i 2018. Aquesta darrera edició, a Manacor, tingué 85 participants, la màxima participació aconseguida mai en aquest campionat. L'any 2015 s'hi afegit la modalitat duplicada, amb el primer Mundial de Scrabble Dupllicat en català, que es repetí els anys 2017 i 2019. La Unió Faristolaire fou l'entitat organitzadora principal del mundial fins a l'any 2015, des de 2016 el campionat l'organitza l'Associació de Jugadors de Scrabble en català.
La Federació Internacional de Scrabble en Català (FISC) és una entitat sense ànim de lucre que facilita la creació de nous clubs de Scrabble als diversos pobles i ciutats d'arreu dels Països Catalans, incloent-hi Andorra i l'Alguer. Es va crear el 19 de juliol de 2009.
Des de l'any 2009 es duu a terme el Campionat de Scrabble Escolar en Català dels Països Catalans, on hi participen alumnes a partir de 5è de primària i fins a 2n d'ESO. A partir de 2015, també hi participen alumnes de 3r i 4t d'ESO. El 2016 es va començar a expandir fora de Catalunya, fent-se el primer campionat valencià.

## Detalls del joc
L'Scrabble és un joc de 2 a 4 jugadors amb els següents elements característics:

### Tauler

Diagrama del tauler de Scrabble.
Triple de paraula
Doble de paraula
Triple de lletra
Doble de lletra

Un tauler quadrat (o gairebé quadrat) d'una graella de 15 × 15 cel·les (conegudes individualment com a "caselles") identificables mitjançant unes coordenades.
El tauler té algunes caselles bonificades, que permeten multiplicar els punts obtinguts: caselles vermelles de triple de paraula, caselles roses o grogues (en el darre disseny del joc) de doble de paraula, caselles blau fosc de triple de lletra i caselles blau clar de doble de lletra. La casella central habitualment està marcada amb una estrella o logotip, i compta com a doble de paraula.
El sistema de coordenades pot variar d'una edició de Scrabble a una altra. En la versió del fabricant americà Hasbro, i també en les versions antigues de J. W. Spears i Mattel, les columnes estan etiquetades de la A a la O i les files d'1 a 15. En les edicions actuals de Mattel, és justament a l'inrevés, les columnes estan etiquetades d'1 a 15 i les files de la A a la O. De fet, en l'edició catalana antiga de Borràs, les columnes estaven etiquetades de la A a la P, ja que no hi havia columna K. En l'edició catalana actual de Mattel s'etiqueta igual que les altres llengües, les columnes d'1 a 15 i les files de la A a la O.

### Fitxes
El joc conté 100 fitxes, 98 de les quals tenen una lletra (o dígraf) i un valor facial assignat, això és una puntuació numèrica fixa, d'1 a 10. El valor facial de cada fitxa es basa en la freqüència de cada lletra en l'escriptura estàndard de cada llengua; habitualment lletres com E o O tenen un valor d'1 punt, mentre que lletres menys comuns tenen un valor més alt. També hi ha dues fitxes en blanc, anomenades escarrassos, que no tenen cap marca i el valor facial és 0. Els escarrassos es poden fer servir per a substituir qualsevol altra fitxa; un cop s'ha jugat un escarràs al tauler, la tria no es pot canviar. En la majoria de jocs es fa servir el mot jòquer, o comodí, per referir-se a la carta o fitxa que pot jugar el paper de qualsevol altra. En el joc de l'Scrabble, fou Avel·lí Artís-Gener qui proposà el mot escarràs per referir-se a aquesta fitxa.

### Faristols

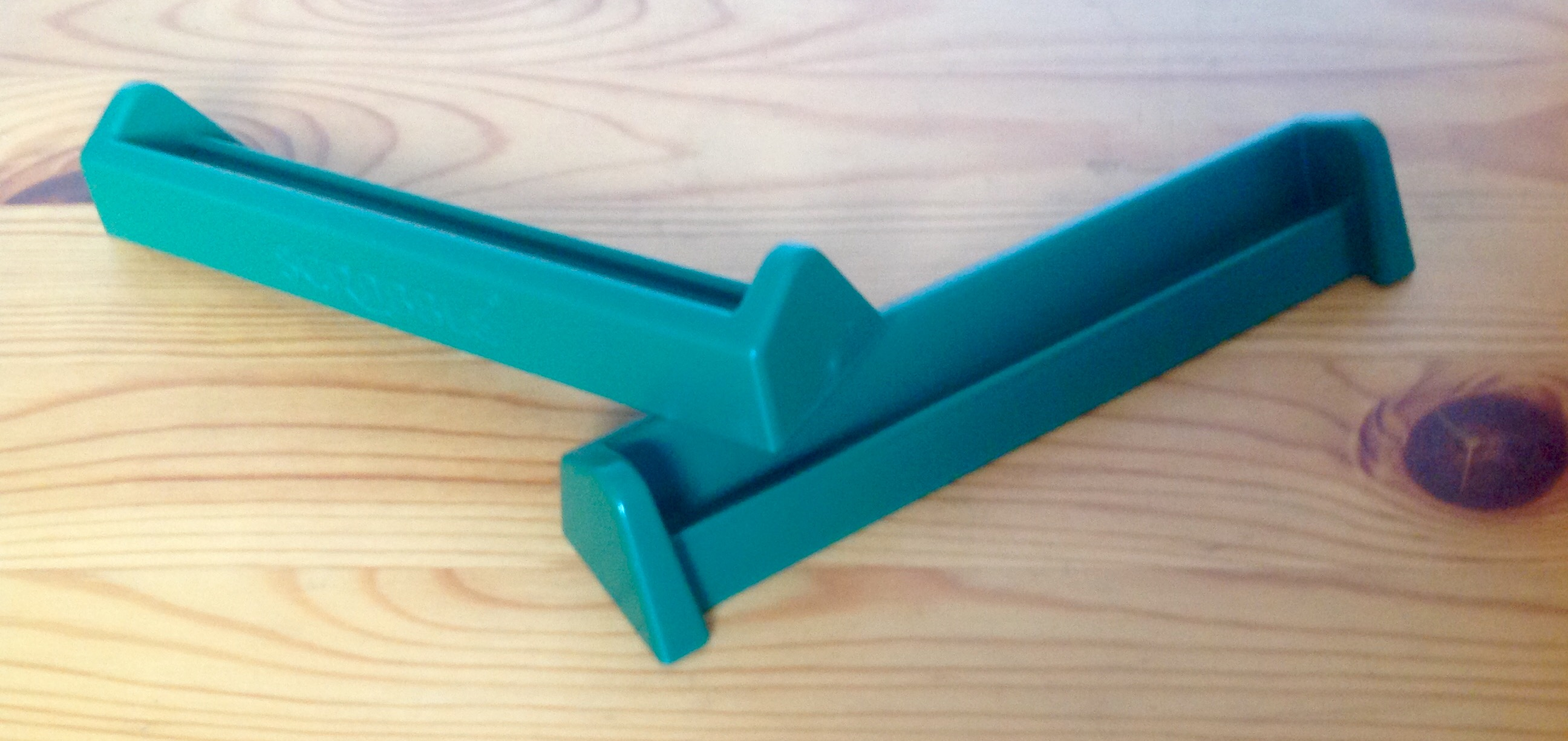
Un parell de faristols de Scrabble.

Cada jugador de la partida té un suport físic, habitualment de plàstic, anomenat faristol, que forma un pla inclinat i permet sostenir i visualitzar les fitxes disponibles en cada moment, alhora que permet ocultar les fitxes als adversaris. Aquest objecte també facilita moure les fitxes amb agilitat, cosa que ajuda en la recerca de mots adient per a la jugada en curs.

### Saquet o bossa
Es tracta d'una bossa opaca on es posen les fitxes a l'inici de la partida i és d'on s'han d'anar extraient al final de cada mà o torn. L'objectiu és assegurar que els jugadors no triïn les fitxes que agafen. En cas de no haver-hi bossa, un recurs alternatiu és posar les fitxes cara avall sobre una superfície plana.

### Full d'anotació
Cal anotar la puntuació obtinguda a cada jugada per cada jugador en un full d'anotació, i comptabilitzar la puntuació acumulada total, que és el que determinarà la victòria. També es poden anotar les paraules formades, les coordenades, el nombre de escrables, etc. Segons les dades que es vulguin comptabilitzar, es fan servir unes plantilles d'anotació o unes altres i es farà servir un sistema d'anotació concret.

#### Sistema d'anotació
Cada comunitat escrablística ha desenvolupat el seu propi sistema de notació. Habitualment s'indica la paraula principal de la jugada, coordenades i puntuació obtinguda. També és habitual marcar els escarrassos (amb la fitxa que representen), els escrables fets i ocasionalment les fitxes del tauler, si n'hi ha, que s'aprofiten per fer la jugada.

##### Notació americana
Aquest és el sistema de notació habitual als tornejos, les columnes estan etiquetades "A-O" i les files "1-15". Una jugada habitualment s'indica en el format xy PARAULA puntuació o PARAULA xy puntuació, on x representa la columna o fila on es troba tota la paraula principal, y indica la segona coordenada de la primera fitxa de la paraula principal, i PARAULA és la paraula principal. Encara que no és necessari, ocasionalment es poden llistar la resta de paraules que es formen a la jugada, separades per una barra. En el cas on la jugada d'una única fitxa forma paraules en les dues direccions, vertical i horitzontal, es tria una de les paraules com a paraula principal per a l'anotació.
Quan s'empra un escarràs en la paraula principal, s'escriu en minúscula la fitxa que representa, o, en notació manuscrita, envoltant-la amb un requadre o cercle. A vegades també s'empren parèntesis per indicar el valor de l'escarràs, però això pot crear confusió amb una segona funció (opcional) dels parèntesis, marcar les fitxes que ja es troben al tauler durant la jugada.
Exemple 1:
A(D)DICiON(AL) D3 74
(s'ha jugat ADDICIONAL amb les fitxes D i la paraula AL ja presents al tauler, fent servir un escarràs per a la segona I, la paraula es troba a la columna D, començant a la fila 3, i la puntuació obtinguda per la jugada és de 74 punts).

##### Notació catalana abreujada
Aquest és el sistema de notació habitual als tornejos, les columnes estan etiquetades "1-15" i les files "A-O". Una jugada habitualment s'indica en el format xy PARAULA puntuació o PARAULA xy puntuació, on x representa la columna o fila on es troba tota la paraula principal, y indica la segona coordenada de la primera fitxa de la paraula principal, i PARAULA és la paraula principal. En el cas on la jugada d'una única fitxa forma paraules en les dues direccions, vertical i horitzontal, es tria una de les paraules com a paraula principal per a l'anotació.
No sempre s'utilitzen les coordenades: als campionats de modalitat clàssica sovint només s'escriu la paraula principal, la seva puntuació i la puntuació acumulada fins aquell moment de la partida.
Quan s'empra un escarràs en la paraula principal, s'escriu entre parèntesis la fitxa que representa. Al fer un escrable, sovint s'encercla la puntuació per a deixar clar que s'ha fet un escrable.
Aquest sistema de notació no permet saber, de forma directa, si alguna de les fitxes ja es trobava al tauler durant la jugada.
Exemple 2:
ADDIC(I)ONAL 3D 74
(s'ha jugat ADDICIONAL fent servir un escarràs per a la segona I, la paraula es troba a la columna 3, començant a la fila D, i la puntuació obtinguda per la jugada és de 74 punts).

### Seqüència del joc
Abans del joc, es posen les fitxes en un saquet opac o cara avall en una superfície plana.
Després, els jugadors decideixen l'ordre en el que jugaran. Per fer-ho, habitualment els jugadors agafen una fitxa del saquet cadascun: el jugador que té una fitxa més propera a l'inici de l'alfabet juga primer (els escarrassos van davant de les A). Si coincideix que treuen la mateixa lletra, tornen a agafar una fitxa cadascun.
Al principi del joc, i després de cada torn fins que el saquet sigui buit (o fins que no hi hagi més fitxes cara avall), els jugadors van agafant fitxes. N'agafen tantes com han jugat, de manera que sempre tinguin 7 fitxes al faristol.
Durant un torn (o mà), un jugador té set o menys fitxes al seu faristol per a triar la seva jugada. En cada torn, un jugador té opció a: 
1. Passar, perdent el torn i puntuar zero punts en aquest torn.
2. Canviar una o més fitxes per un quantitat igual del sac, puntuant zero, una opció que només està disponible si hi ha, com a mínim, set fitxes al sac. Actualment, als campionats organitzats per la FISC, ja és permès canviar fitxes mentre en quedi alguna al saquet, no cal que en siguin set.
3. Formar una paraula al tauler, afegint el seu valor a la puntuació acumulada.

Una jugada correcta usa qualsevol nombre de fitxes del jugador per a formar una única paraula contínua (la paraula principal) al tauler, llegint d'esquerra a dreta o de dalt a baix. La paraula principal ha d'usar les fitxes que ja es troben prèviament al tauler o, alternativament, ha de ser adjacent a una de les fitxes ja jugades prèviament. Si es formen altres paraules, a part de la paraula principal, també puntuen, i s'apliquen els mateixos criteris de validesa.
Quan el tauler és buit, la primera paraula ha de cobrir la casella H8, la casella central. La paraula ha de tenir com a mínim dues fitxes, ja sigui en horitzontal o vertical, i no cal que la primera lletra estigui a la casella central. H8 és una casella bonificada, per tant el primer jugador rep un doble de paraula.
Poden ocórrer torns amb puntuació 0 quan s'impugna una jugada no vàlida, quan un jugador passa, quan un jugador canvia fitxes, o quan una paraula només consta d'escarrassos.
Els jugadors agafen el torn consecutivament en l'ordre decidit a l'inici, fins que la partida finalitza.
La partida finalitza quan, o bé un jugador ja no té cap fitxa al faristol i no en queden més al sac, o bé cap dels jugadors pot jugar una paraula al tauler (el joc està tancat), també es dona per finalitzada quan tots els jugadors de la partida perden el torn o juguen paraules no vàlides de forma consecutiva durant 3 torns seguits.
En finalitzar la partida, els jugadors resten de la seva puntuació acumulada el valor de les fitxes que encara conserven al seu faristol. En el cas, habitual, que la partida finalitzi perquè un jugador ha esgotat totes les fitxes, aquest jugador rep com a bonificació la suma de tots els punts dels faristols dels adversaris, que afegirà a la seva puntuació acumulada.
El jugador amb més puntuació total acumulada esdevé el guanyador de la partida.

### Puntuació
Cada una de les paraules que es formen en una jugada puntuen de la següent manera:
- Totes les fitxes que provenen del faristol del jugador i s'han jugat en una casella multiplicadora de doble de lletra (blau cel) o triple de lletra (blau fosc) doblen o tripliquen el seu valor facial segons indiqui la casella.
- Se sumen els valors facials de totes les altres fitxes de la paraula (ja siguin fitxes noves d'aquesta jugada o fitxes que s'havien jugat prèviament).
- Per a cada fitxa nova jugada en una casella de doble de paraula (rosa o groc), es dobla (o redobla) la puntuació obtinguda.
- Per a cada fitxa nova jugada en una casella de triple de paraula (vermell), es triplica (o retriplica) la puntuació obtinguda.
- Les caselles multiplicadores afecten a la puntuació de totes i cada una de les paraules formades en la mateixa jugada. Un cop emprades, aquestes caselles no es fan servir en les següents jugades.

Si un jugador fa servir totes les set fitxes del faristol en una única jugada, obté una bonificació addicional de 50 punts, es diu que ha fet un scrabble (també escrit en la forma catalanitzada escrable), o bingo. Aquesta bonificació se suma al final del recompte de punts i no queda afectada per les caselles bonificadores.
Quan el sac ja no conté més fitxes, moltes vegades el torn final decideix el guanyador de la partida. Això succeeix molt en el cas de partides molt ajustades amb més d'un jugador. El jugador que es queda sense fitxes al faristol, obté la suma de les fitxes no jugades per la resta de jugadors. Als jugadors amb fitxes al faristol se'ls hi resta el valor de les fitxes que no han jugat.

### Impugnacions
La penalització per a una impugnació reeixida és gairebé universal: el jugador ofès retira les fitxes jugades i perd el torn. (Tot i això, en alguns sistemes de joc en línia es pot emprar un sistema buit, on les paraules no vàlides són rebutjades automàticament pel sistema. Aleshores el jugador ha de fer una altra jugada, sense que se li apliqui cap penalització.)
La penalització per una impugnació no reeixida (on totes les paraules d'una jugada impugnada són verificades com a vàlides) varia considerablement, algunes variants són:
- La regla de "doble impugnació", segons la qual, en una impugnació no reeixida el jugador perd el seu següent torn. Aquesta penalització s'aplica als tornejos NSA, i és l'estàndard als clubs dels EUA, Canadà, Israel i Tailàndia.

- Una regla d'"impugnació simple" o "impugnació gratuïta", on no s'aplica cap penalització per al jugador que ha fet una impugnació no reeixida. Aquesta és la regla predeterminada al Regne Unit i a la República d'Irlanda, i també en molts dels tornejos a Austràlia, encara que, en aquests països, ocasionalment, poden aplicar sancions fent servir altres regles d'impugnacions. També és la regla habitual emprada als tornejos i campionats de Scrabble en català.

- Una regla d'"impugnació simple" modificada, en la qual una impugnació no reeixida es penalitza amb la pèrdua d'un nombre determinat de punts, i no pas amb la pèrdua del torn. La penalització habitual és de cinc punts.

## Escrables

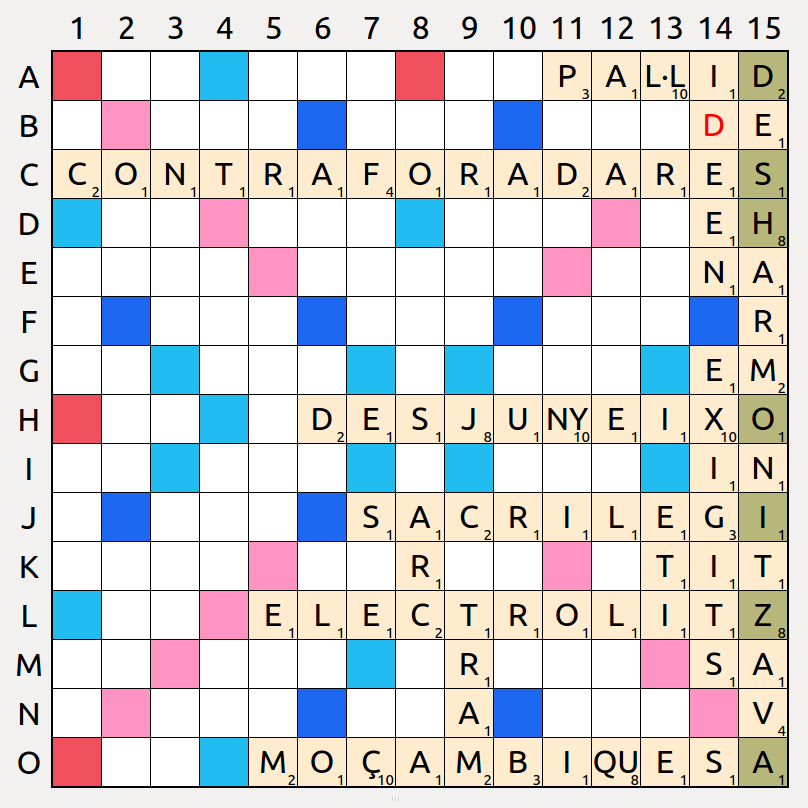
DESHARMONITZAVA, jugada teòrica de 1.728 punts

Habitualment els escrables són de les jugades més valuoses de la partida, ja que representen una bonificació addicional de 50 punts. Així doncs, a vegades és millor sacrificar una jugada per augmentar les possibilitats de fer un escrable més endavant.
- En la primera jugada, els escrables coneguts més valuosos que es poden jugar són "JUNYEIXO", "JAQUEIXO" i "FAL·LAÇOS". Amb una puntuació de 134, 130 i 126, respectivament.[14]

- L'Scrabble conegut de 8 fitxes més car és "FIL·LOXERA", situat a dues caselles "triple de mot" i la fitxa X situada a la casella "doble de lletra". Jugat així, aquest mot dona 401 punts.

- Estadísticament és possible jugar un escrable de 15 fitxes, tot aprofitant 8 fitxes que ja es trobin al tauler. Si les fitxes jugades ocupen les tres caselles "triple de paraula", el total es multiplica per 27. Fins fa poc, la jugada teòrica coneguda de més puntuació d'aquestes característiques aconsegueix 1.728 punts,[15] però ja se n'ha trobat una de 1740 punts.[16]

- La puntuació mínima d'un escrable és de 56 punts. S'aconsegueix utilitzant els dos escarrassos i 5 fitxes d'un punt, i lligant-ho amb una fitxa que ja es trobi la tauler. Si fos a la primera jugada, un escrable similar fa un mínim de 60 punts.

## Versions internacionals
L'Scrabble és un joc de tipus lingüístic. Això vol dir que no només cal traduir les instruccions i el tauler per poder jugar en una altra llengua, també cal adaptar-lo a cada llengua en particular. En el cas de l'Scrabble, és necessari estudiar la freqüència d'aparició de les lletres i qualsevol altra particularitat ortogràfica. Així es pot decidir quines fitxes tindrà el joc en cada llengua i establir una freqüència i puntuació a cada una de les fitxes. Per a algunes llengües, com el català o el gal·lès, es poden definir fitxes especials per als dígrafs.
Cal tenir en compte que hi ha llengües on la mecànica del joc no permet fer-ne l'adaptació. Per exemple, el xinès o el japonès fan servir una escriptura de tipus basada en milers de símbols o sil·labaris, i això fa que no es puguin adaptar bé. En el procés d'adaptació a aquest tipus de llengües, el fabricant Mattel ha optat per comercialitzar la versió amb les instruccions traduïdes a la llengua d'adaptació però amb les fitxes angleses de la versió original per a poder jugar en anglès.
Mattel ha editat, o llicenciat, el joc en les següents llengües o variants: afrikaans, alemany, anglès, anglès (amb les instruccions en coreà), anglès (amb les instruccions en japonès), anglès (amb les instruccions en xinès), anglès en braille (versió en anglès per a invidents on les fitxes també tenen els signes braille corresponents), àrab, búlgar, català, croat, danès, eslovac, eslovè, espanyol, finès, francès, gal·lès, grec, hebreu, hongarès, islandès, italià, letó, lituà, llatí, malai, neerlandès, noruec, polonès, portuguès, romanès, rus, suec, turc i txec.
Hasbro només comercialitza versions en: anglès, francès i espanyol. La distribució de fitxes de les versions en anglès i francès coincideix amb la versió del fabricant Mattel en la mateixa llengua però la distribució de fitxes de la versió en espanyol és diferent de la de Mattel.
Sense ser versions oficials, es poden trobar (encara que potser ara estan descatalogats) clons del joc, editats per altres fabricants o que es poden jugar en línia, que adapten fidelment la mecànica del joc en altres llengües, com ara el basc o el gallec.
També se n'han desenvolupat, per exemple, versions per a les llengües dakota, crioll haitià, gwich'in, dakelh i tuvinià.
Per a més informació, vegeu l'article Distribució de fitxes de l'Scrabble.

## Distribució de les fitxes en la versió catalana

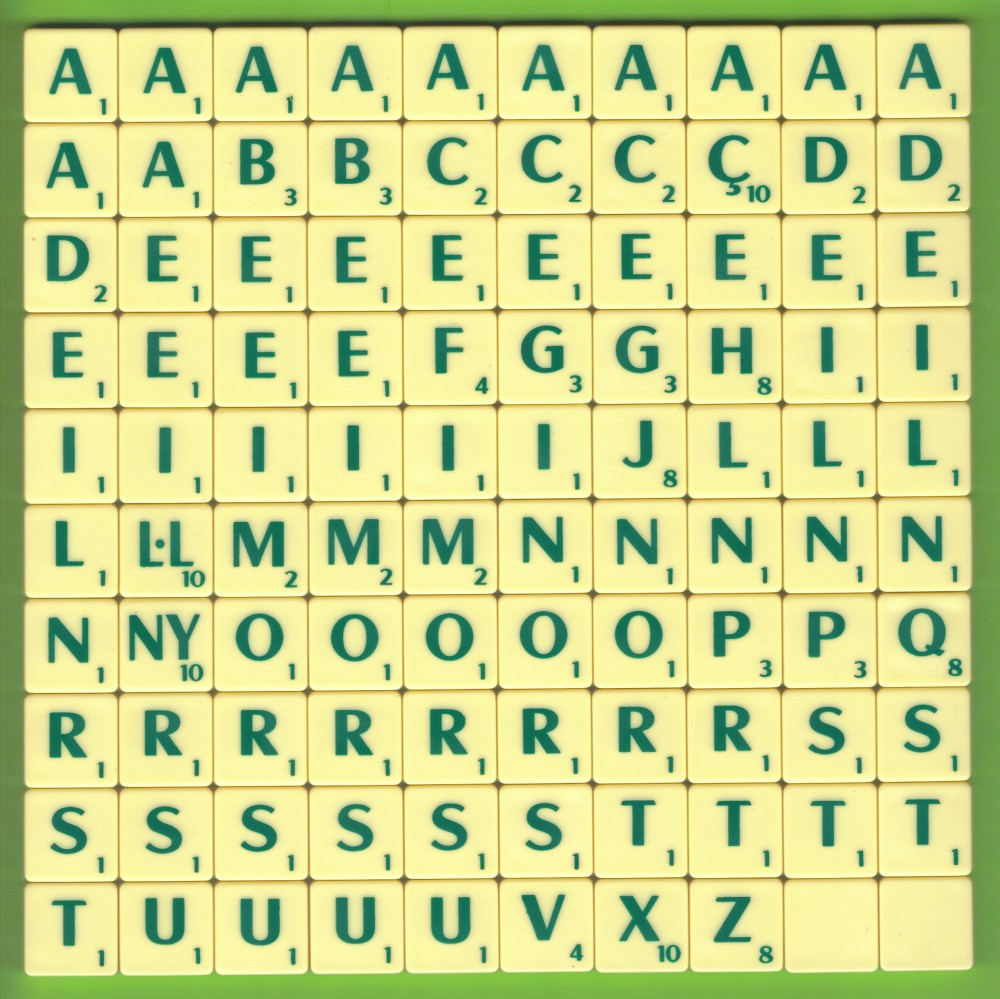
Joc complet de fitxes de l'Scrabble en català.

La distribució de les fitxes de la versió catalana és la següent:
- 2 fitxes en blanc, anomenades escarrassos (tenen una puntuació de 0 punts)
- 1 punt: E ×13, A ×12, I ×8, R ×8, S ×8, N ×6, O ×5, T ×5, L ×4, U ×4
- 2 punts: C ×3, D ×3, M ×3
- 3 punts: B ×2, G ×2, P ×2
- 4 punts: F ×1, V ×1
- 8 punts: H ×1, J ×1, Q ×1, Z ×1
- 10 punts: Ç ×1, L·L ×1, NY ×1, X ×1

No hi ha fitxes per a les lletres K, W o Y, ja que en català només apareixen en mots manllevats d'altres llengües.
Durant el joc s'ignoren els accents i les dièresis. Per exemple, À es juga com a A. Hi ha, però, fitxes especials per a algunes lletres o dígrafs: les fitxes Ç (ce trencada), L·L (ela geminada), i NY.
Tot i que les regles originals del joc tracten la fitxa Q com una única lletra, la majoria de clubs i associacions de jugadors de Scrabble en català empren la fitxa Q com si fos el dígraf QU. Per als escolars, cal que utilitzin la fitxa Q amb la fitxa U, per petició dels professors.
L'escarràs només pot representar a una fitxa existent, així doncs no es pot jugar una fitxa N seguida d'un escarràs (com a Y) per formar el dígraf NY, ni ajuntar una L i un escarràs per formar el dígraf L·L. Dues fitxes L tampoc no formen una ela geminada.

## Vocabulari admès
Les instruccions del joc original eren una mica ambigües, per exemple, en la versió catalana del joc hi constava:
| « | Les paraules que es formin poden ser les que apareixen com a capçaleres d'article en qualsevol diccionari general i les seves flexions: femenins i plurals de noms i adjectius, conjugacions verbals. No es podran col·locar però: - Els noms propis. - Les abreviatures. - Les sigles. - Les paraules que s'escriuen amb guió o apòstrof. - Els prefixos i sufixos. | » |

El fet de no especificar quin diccionari o quin tipus de flexió pot donar peu a interminables discussions familiars, i encara més als clubs i competicions.
Les comunitats de jugadors de Scrabble prou actives han anat definit un diccionari arbitral o llista de mots vàlids. En francès fan servir L'Officiel du Scrabble (ODS), i en anglès van servir les llistes TWL o SOWPODS, segons el territori.
En català, des del Club Scrabble Queimada, el primer club de Scrabble en català, inicialment es va triar com a diccionari arbitral la versió impresa de l'any 1998 del Gran Diccionari de la Llengua Catalana, de l'Enciclopèdia. També es van establir diversos criteris amb relació a les entrades potencialment problemàtiques d'aquest diccionari: les locucions (per exemple, in albis) tàxons pluralitzats (per exemple, ràl·lids) o les entrades amb coma (per exemple, vúlpic, àcid o oxo, procés).
La necessitat d'un diccionari específic per a l'Scrabble, que fes possible una consulta ràpida i inequívoca, va començar a ser important i l'any 2000 es va publicar el Diccionari Oficial de l'Scrabble en Català (DOSC), de moment una única edició. Aquesta obra es basa en una versió web del Gran Diccionari de la Llengua Catalana, i s'hi han afegit alguns mots d'àmbit dialectal. També s'indiquen els models de flexió verbal (fins i tot formes verbals d'àmbit dialectal restringit) i els models de flexió de noms i adjectius. Cada entrada porta indicat el model flexiu adient. Aquest diccionari ha esdevingut l'àrbitre en els clubs i competicions de Scrabble en català fins a l'any 2011.
Des de l'any 2006, les instruccions de la versió catalana del joc indiquen:" Abans de començar el joc, recomanem que els jugadors escullin un diccionari general de la llengua catalana com a àrbitre. El diccionari oficial del Campionat Nacional de SCRABBLE® en català és el Diccionari de la Llengua Catalana de l'Institut d'Estudis Catalans. Es permetrà formar qualsevol paraula que aparegui en el diccionari escollit pels jugadors, excepte: els noms propis, les abreviatures, les sigles, els símbols químics, els prefixos i sufixos sols, i les paraules que s'escriuen amb guió o apòstrof."
Des de l'any 2011 alguns tornejos en català usen el Diccionari de la llengua Catalana de l'IEC (DIEC) com a diccionari arbitral. Per als campionats, tornejos i/o concursos de la FISC i per als campionats escolars s'utilitza el Leximots, validador de paraules per a l'Scrabble al que dona suport el Departament de Política Lingüística de la Generalitat. Per als campionats de l'AJUSC s'utilitza exclusivament el DIEC, mitjançant el Diccionari Informatitzat de l'Scrabble en Català (DISC), un llistat de paraules amb llicència lliure que conté les formes flexionades del DIEC, i les implementacions informàtiques derivades, com ara el Wordertorn.

## Versions informatitzades
En català es pot jugar a Scrabble amb Catamots (amb ordinador per web, o amb app d'Android o iOs per mòbils o tauletes), Eliot i altres. A més de les versions oficials de Hasbro i EA, els propietaris de la marca, hom pot trobar aplicacions basades en la mateixa mecànica de joc, per exemple el Words with Friends o l'Aworded (Aparaulats en català).